# Прокеш најамна палата
Прокеш најамна палата се налази у Суботици, у улици Корзо број 15, подигнута је 1887. године и представља непокретно културно добро као  споменик културе.

## Архитектура
Зграда је масивна, монументална грађевина која заузима целокупан урбани блок. Изграђена је по пројектима суботичког архитекте Гезе Коцке. Ова двосптратница се протеже на три улице и то Матије Корвина, улицу Корзо и улицу Ђуре Ђаковића. У основној концепцији одговара стилу италијанске ренесансе, коју карактерише масивно приземље са грубом обрадом фасадног платна и лучним порталима. Спратни део је већ издиференциранији и лакши. По њему се протеже једноставни низ правоугаоних прозора уоквирених античким формама полустубова са коринтским капителима и тимпанонима на високом архитраву. Средишњи низ прозора првог спрата надкриљују лучни тимпанони. Сваки прозор је раздвојен плитким пиластром. На првом спрату међуспратна конструкција је раздвојена низом балустрада испод прозора, а на другом фризом званим «пасји скок». Прозори другог спрата закључени су равном архитравном плочом. У угловима објекта доминирају четвороугаоне куполе положене на ниске балустраде.
Прокеш палата је највећа најамна зграда у граду и чини логичан завршетак корзоа који је састављен од низа управо оваквих зграда намењених издавању.